# سن-رمی، کبک

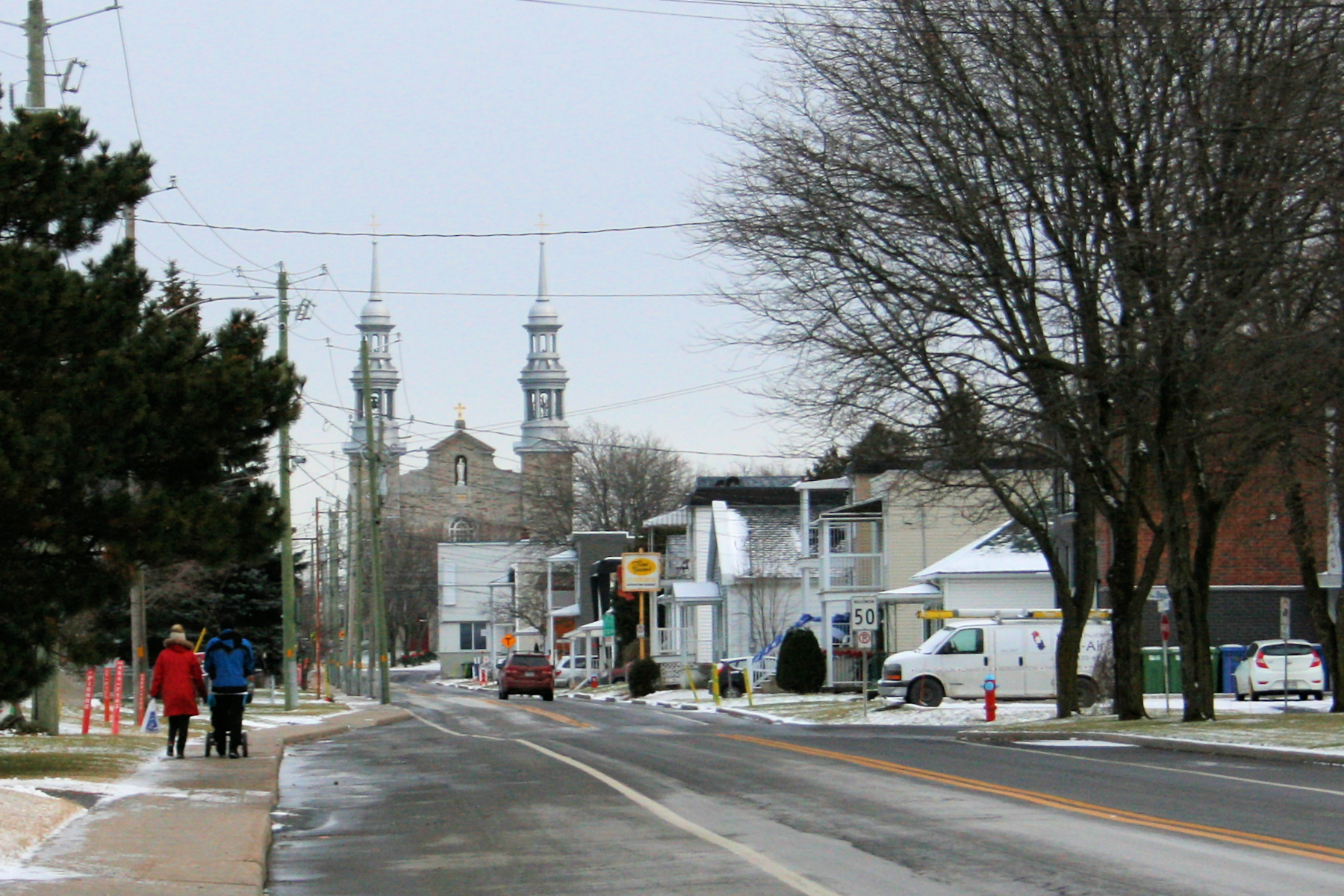

سن-رمی (به فرانسوی: Saint-Rémi) شهرکی در منطقه شهری له ژاردن-دو-ناپیرویل ناحیه مونترژی در استان کبک کانادا است. در سرشماری سال ۲۰۱۱ این شهرک ۶٬۰۸۹ نفر جمعیت داشته‌است و مساحت آن ۷۹٫۶۶ کیلومتر مربع است.